# Ořechov (Jihlava)
Ořechov é uma comuna checa localizada na região de Vysočina, distrito de Jihlava.